# DNS sinkhole
اگر یک سرور DNS داده‌های اشتباهی بدهد، با یک DNS Sinkhole مواجه هستیم. این سرور با نام‌های sinkhole server, internet sinkhole و BlackholeDNS نیز شناخته می‌شود.